# De ti Bud (film fra 1923)
 For alternative betydninger, se De ti bud (flertydig).
De ti Bud (originaltitel The Ten Commandments) er en amerikansk stumfilm fra 1923 af Cecil B. DeMille.

## Medvirkende
- Theodore Roberts som Moses
- Charles de Rochefort som Ramses 2.
- Estelle Taylor som Miriam, Moses’ søster
- Julia Faye som Nefertari
- Pat Moore (angivet som Terrence Moore) som faraoens søn Amun-her-khepeshef
- James Neill som Aron, Moses’ bror